# Zoológico de Calgary
El Zoológico de Calgary (en inglés:Calgary Zoo) se encuentra en Bridgeland, Calgary, en la provincia de Alberta, en Canadá, al este del centro de la ciudad y al lado de los barrios de Inglewood y de East Village. Es accesible a través de sistema de tren ligero Calgary C-Train, en vehículo a través de Memorial Drive y en bicicleta y a pie por la vía del río Bow. Una gran parte del parque zoológico está situado en la isla de San Jorge, en el río Bow.
El zoológico acreditado por la AZA, WAZA y CAZA fue de los primeros en Canadá. Según datos de 2006, es el hogar de más de 1.000 animales, excepto los peces individuales e insectos y 290 especies diferentes.